# Arxiu i Biblioteca Rafael i María Teresa Santos Torroella
L'Arxiu i Biblioteca Rafael i María Teresa Santos Torroella és una col·lecció documental conservada a Girona que inclou materials relacionats amb els artistes i els moviments artístics del segle xx. Aquest arxiu va ser donat a l'Ajuntament de Girona el 2014 pels hereus de María Teresa Bermejo. L'Arxiu Municipal de Girona és carregat de la gestió.
El fons documental inclou materials relacionats amb les Biennals Hispanoamericanes d'Art, una sèrie de certàmens d'art contemporani que es van celebrar a Madrid, l'Havana i Barcelona entre 1951 i 1955. Rafael Santos Torroella (Creu de Sant Jordi 1992) va tenir un paper important en l'organització d'aquestes biennals i l'arxiu inclou documents de gestió, correspondència amb els organitzadors i els participants, fotografies, catàlegs i articles de premsa relacionats amb aquest esdeveniment. L'arxiu també conté el text original del cèlebre discurs de Salvador Dalí «Picasso y yo», pronunciat a Madrid el 1951.
A més, l'arxiu inclou materials relacionats amb l'editorial Cobalto, una editorial especialitzada en art fundada a Barcelona el 1947 per Rafael Santos Torroella, María Teresa Bermejo i el periodista Josep Maria Junoy. L'arxiu inclou documents de gestió de l'empresa, documentació organitzativa, fotografies, catàlegs d'exposicions, publicacions i revistes editades, així com el segell de l'empresa.
Altres materials destacats de l'arxiu inclouen documents relacionats amb el grup artístic d'avantguarda Dau al Set, creat a Barcelona el 1948, i amb les Galeries Dalmau de Barcelona, un important espai d'exposició que va promoure l'art modern a la ciutat. L'arxiu també conté materials relacionats amb la revista "Quaderns d'Art" i amb la Fundació Joan Miró, així com amb altres artistes i institucions del segle xx.
El 2017 l'Arxiu Municipal va obrir una pàgina web a la qual es poden consultar els documents sobre la Galeria Dalmau.